# Навернення апостола Павла

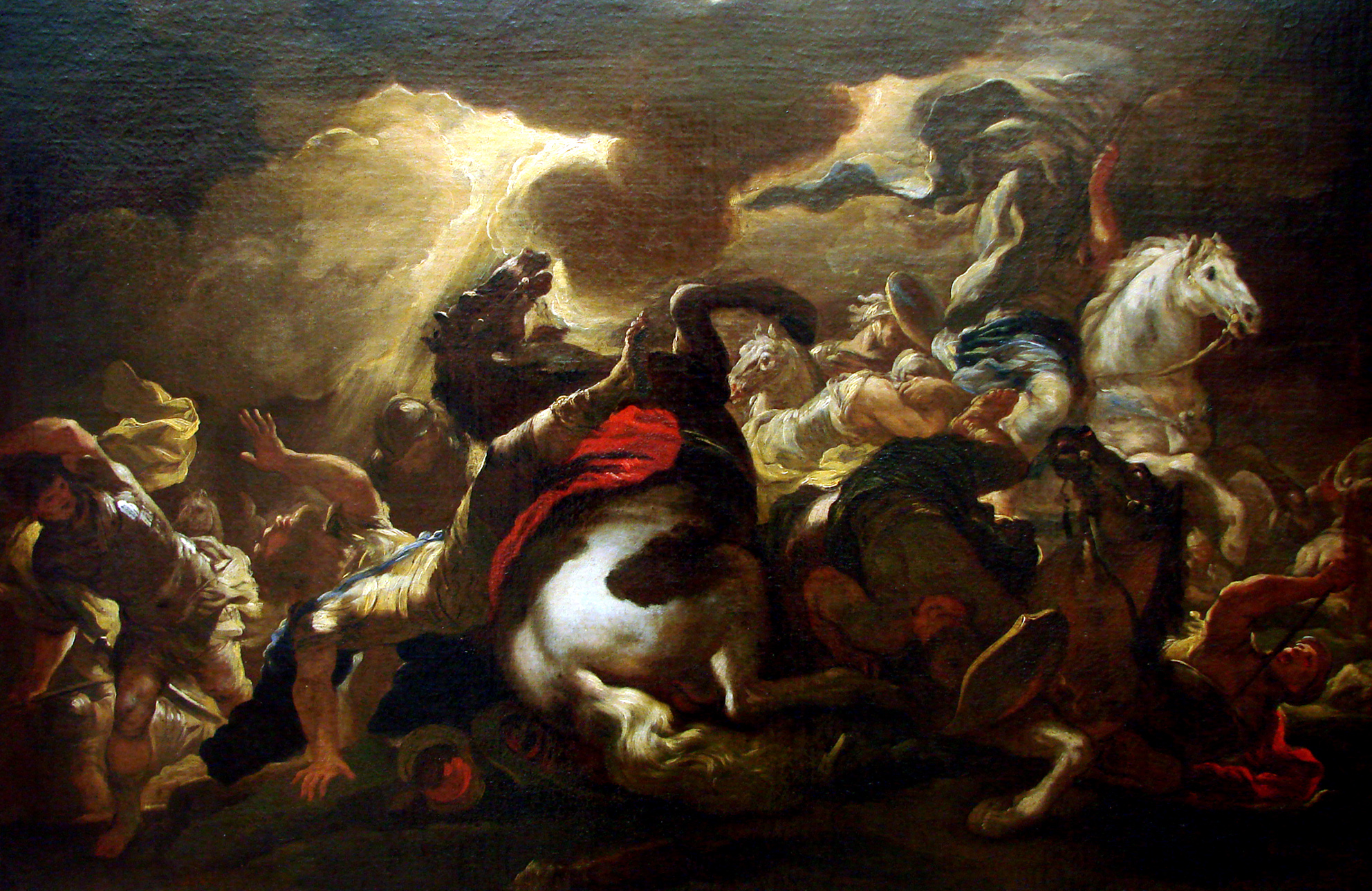
Навернення святого Павла, Лука Джордано, 1690, Музей образотворчих мистецтв Нансі

Навернення апостола Павла на шляху в Дамаск — подія в житті апостола Павла, після якої він припинив переслідування ранніх християн і став послідовником Ісуса Христа.

## Новий Завіт

Навернення Савла, Караваджо, 1600

Навернення Павла обговорюється як у посланнях Павла, так і в Діяннях апостолів. Згідно з обома джерелами, Савл не був послідовником Ісуса Христа і не знав його до розп'яття. Оповідь книги Діянь Апостолів свідчить, що навернення Павла відбулося через кілька років після розп'яття Ісуса. Розповіді про досвід навернення Павла описують його як чудесний, надприродний або іншим чином одкровенний за своєю природою.
До свого навернення Павло був відомий як Савл і був «фарисеєм з фарисеїв», який «жорстоко переслідував» послідовників Ісуса. Павло описує своє життя до навернення у Посланні до Галатів:
Чули бо ви про моє поступовання перше в юдействі, що Божу Церкву жорстоко я переслідував та руйнував її. Я перевищував в юдействі багатьох своїх ровесників роду мого, бувши запеклим прихильником моїх отцівських передань.— Галатів 1:13-14, Переклад Біблії Івана Огієнка

### Послання Павла
У Першому посланні до Коринтян 9:1 і 15:3-8 Павло описує, що він бачив воскреслого Христа:
Бо я передав вам найперш, що й прийняв, що Христос був умер ради наших гріхів за Писанням, і що Він був похований, і що третього дня Він воскрес за Писанням, і що з'явився Він Кифі, потім Дванадцятьом. А потім з'явився нараз більше як п'ятистам браттям, що більшість із них живе й досі, а дехто й спочили. Потому з'явився Він Якову, опісля усім апостолам. А по всіх Він з'явився й мені, мов якому недородкові.— 1 до Коринтян 15:3-8, Переклад Біблії Івана Огієнка

### Діяння Апостолів
Книга Діянь Апостолів описує як Павло прямував з Єрусалиму до сирійського Дамаску з мандатом, виданим первосвящеником, шукати і заарештовувати послідовників Ісуса Христа, з наміром повернути їх до Єрусалиму як в'язнів для допиту і можливої страти. Подорож переривається, коли Павло бачить сліпуче світло і безпосередньо спілкується з божественним голосом.
А коли він ішов й наближався до Дамаску, то ось нагло осяяло світло із неба його, а він повалився на землю, і голос почув, що йому говорив: Савле, Савле, чому ти Мене переслідуєш? А він запитав: Хто Ти, Пане? А Той: Я Ісус, що Його переслідуєш ти. Трудно тобі бити ногою колючку! А він, затрусившися та налякавшися, каже: Чого, Господи, хочеш, щоб я вчинив? А до нього Господь: Уставай, та до міста подайся, а там тобі скажуть, що маєш робити! А люди, що йшли з ним, онімілі стояли, бо вони чули голос, та нікого не бачили. Тоді Савл підвівся з землі, і хоч очі розплющені мав, нікого не бачив... І за руку його повели й привели до Дамаску. І три дні невидющий він був, і не їв, і не пив.— Діяння 9:3-9, Переклад Біблії Івана Огієнка
Розповідь продовжується описом того, як Ананія з Дамаска отримав божественне одкровення, яке наказувало йому відвідати Савла в будинку Юди на вулиці, що зветься Пряма, і там покласти на нього руки, щоб повернути йому зір. Ананій спочатку не хотів цього робити, чувши про переслідування Савла, але підкорився божественному велінню:
А в Дамаску був учень один, на ймення Ананій. І Господь у видінні промовив до нього: Ананію! А він відказав: Ось я, Господи! 

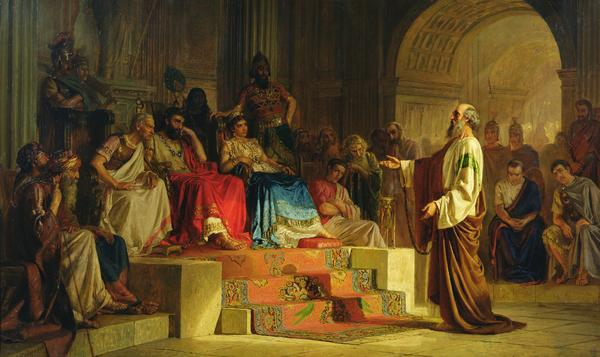
Апостол Павло пояснює догмати віри перед царем Агріппою, Микола Бодаревський, 1875

Господь же до нього: Устань, і піди на вулицю, що Простою зветься, і пошукай в домі Юдовім Савла на ймення, тарсянина, ось бо він молиться, і мужа в видінні він бачив, на ймення Ананія, що до нього прийшов і руку на нього поклав, щоб став він видющий...  Відповів же Ананій: Чув я, Господи, від багатьох про цього чоловіка, скільки зла він учинив в Єрусалимі святим Твоїм! І тут має владу від первосвящеників, щоб в'язати усіх, хто кличе Ім'я Твоє. І промовив до нього Господь: Іди, бо для Мене посудина вибрана він, щоб носити Ім'я Моє перед народами, і царями, і синами Ізраїля. Бо Я покажу йому, скільки має він витерпіти за Ім'я Моє. І Ананій пішов, і до дому ввійшов, і руки поклавши на нього, промовив: Савле брате, Господь Ісус, що з'явився тобі на дорозі, якою ти йшов, послав ось мене, щоб став ти видющий, і наповнився Духа Святого! І хвилі тієї відпала з очей йому ніби луска, і зараз видющий він став... І, вставши, охристився, і, прийнявши поживу, на силах зміцнів.— Діяння 9:10-19, Переклад Біблії Івана Огієнка
Друга розповідь про навернення Павла в Діяннях відбувається в промові Павла, яку він виголошує під час арешту в Єрусалимі. Павло звертається до натовпу і розповідає їм про своє навернення, описуючи його в основному так само, як і в Діяннях 9, але з невеликими відмінностями.
Третє обговорення навернення Павла в Діяннях відбувається, коли Павло звертається до царя Ірода Агриппи II, захищаючись від звинувачень в антиномізмі, які були висунуті проти нього.

## Богословські наслідки
Навернення апостола Павла на шляху в Дамаск стало однією з найбільш визначних подій у Новому Завіті, яка справила значний вплив на розвиток христянського богослов’я та еклезіології. В православній традиції навернення апостола Павла розглядається як надзвичайно важлива подія, яка розкриває суттєві елементи Божої благодаті, характер Церкви та шляхи до спасіння, а також є особистою кризою та перетворенням окремої людини. Навернення гонителя християн в апостола продемонструвало, що Божа благодать діє незалежно від моральності чи людських заслуг.
Павло став «апостолом поганів» (Рим. 11:13), і його місія поза межами юдейського контексту знаменувала вихід Церкви на вселенський рівень, саме через апостола Павла утвердилась кафоличність Церкви (грец. καθολικός — вселенський) як спільноти, відкритої для кожного, незалежно від етнічного чи культурного походження.